# Liste der Kreisstraßen im Landkreis Rastatt
Diese Liste enthält die Kreisstraßen im baden-württembergischen Landkreis Rastatt.

## Abkürzungen
- K: Kreisstraße
- L: Landesstraße

## Liste
Die Kreisstraßen behalten die ihnen zugewiesene Nummer nicht bei einem Wechsel in einen anderen Stadt- oder Landkreis. Nicht vorhandene bzw. nicht nachgewiesene Kreisstraßen sind kursiv gekennzeichnet, ebenso Straßen und Straßenabschnitte, die unabhängig vom Grund (Herabstufung zu einer Gemeindestraße oder Höherstufung) keine Kreisstraßen mehr sind.
Der Straßenverlauf wird in der Regel von Nord nach Süd und von West nach Ost angegeben.
| Nr.    | Verlauf |
| ------ | --- |
| K 3700 | L 78 in Gernsbach – K 3701 – Obertsrot – in Hilpertsau |
| K 3701 | L 78 – Schloss Eberstein – K 3700 in Gernsbach |
| K 3702 | K 3703 in Scheuern – in Scheuern |
| K 3703 | L 78 in Scheuern – K 3702 – Lautenbach |
| K 3704 | L 79a in Selbach – – K 3705/K 3767 in Ottenau |
| K 3705 | K 3704/K 3767 in Ottenau – Sulzbach |
| K 3706 | (K 3552 im Landkreis Karlsruhe) – Kreisgrenze – K 3707 in Moosbronn                                                                                              |
| K 3707 | L 613 – Moosbronn – K 3706 – Kreisgrenze – (K 4331 im Landkreis Calw)                                                                                            |
| K 3708 | (K 3549 im Landkreis Karlsruhe) – Kreisgrenze – L 608/L 613 in Freiolsheim                                                                                       |
| K 3709 | L 607 – Kreisgrenze – (K 3548 im Landkreis Karlsruhe) |
| K 3710 | K 3737 – K 3727 in Niederweier |
| K 3711 | L 77 – Förch – L 67 – Kreisgrenze – (K 9602 in Baden-Baden) |
| K 3712 | L 77 in Kuppenheim – Schloss Favorite (nicht oder schlecht befahrbare Strecke)                                                                                   |
| K 3713 | L 67 in Kuppenheim – Bischweier – K 3714 – K 3737 |
| K 3714 | in Rastatt – K 3716 – Rauental – K 3715 – L 67 – … – – K 3713 in Bischweier                                                                                      |
| K 3715 | – Rauental – K 3714 – L 67 |
| K 3716 | in Rastatt – K 3714 – L 77 in Niederbühl |
| K 3717 | K 3718 in Ötigheim – K 3732 – – |
| K 3718 | K 3740 – Ötigheim – K 3717 – K 3732 – – |
| K 3719 | – K 3728 |
| K 3720 | K 3737 in Bietigheim – K 3732 in Bietigheim |
| K 3721 | L 78a in Au am Rhein – Würmersheim – Durmersheim – K 3723 – K 3732 – /L 608                                                                                      |
| K 3722 | L 78a in Elchesheim – Illingen – K 3725 – L 78a – Würmersheim – K 3723 – K 3732 in Durmersheim                                                                   |
| K 3723 | – Durmersheim – K 3721 – K 3722 |
| K 3724 | Rheinufer – L 78a in Au am Rhein |
| K 3725 | Illingen West – K 3722 in Illingen |
| K 3726 | Rheinufer – L 78a in Steinmauern |
| K 3727 | K 3737 in Bischweier – Niederweier – K 3710 – Oberweier – Kreisgrenze – (K 3582 im Landkreis Karlsruhe)                                                          |
| K 3728 | – K 3719 – K 3737 in Muggensturm |
| K 3730 | K 3760 in Iffezheim – |
| K 3731 | K 3758 – Hügelsheim – Kartung – L 80 – |
| K 3732 | K 3721 in Durmersheim – K 3722 – Bietigheim – K 3720 – K 3737 – K 3718 – Ötigheim – K 3717                                                                       |
| K 3733 | K 3758 – Söllingen – K 3734 – |
| K 3734 | K 3733 in Söllingen – |
| K 3735 | – L 85 in Schwarzach |
| K 3736 | K 3761 – Leiberstung – L 80 – Kreisgrenze – (K 9612 in Baden-Baden)                                                                                              |
| K 3737 | L 78a in Elchesheim – Bietigheim – K 3720 – K 3732 – – Muggensturm – K 3728 – L 67 – K 3710 – K 3727 – Bischweier – K 3713 – in Bad Rotenfels                    |
| K 3738 | in Sinzheim – Müllhofen – Weitenung – K 3756 – Kreisgrenze – (K 9608 in Baden-Baden)                                                                             |
| K 3739 | K 3762 in Hildmannsfeld – L 85 |
| K 3740 | L 78a in Steinmauern – K 3718 – L 77a – L 77 in Rastatt |
| K 3741 | L 78a in Ottersdorf – K 3769 |
| K 3742 | in Lichtenau – K 3762 in Schwarzach |
| K 3743 | K 3744 – Grauelsbaum |
| K 3744 | L 85 – K 3757 – K 3758 – K 3743 – L 75 in Lichtenau |
| K 3745 | L 75 an der Kreisgrenze – Muckenschopf |
| K 3746 | L 87a an der Kreisgrenze – K 3747 in Balzhofen |
| K 3747 | L 87a – Balzhofen – K 3746 – K 3749 – K 3763 in Vimbuch |
| K 3748 | K 3763 in Vimbuch – L 85 – Kreisgrenze – (K 9608 in Baden-Baden)                                                                                                 |
| K 3749 | K 3747 – Oberweier – – Bühl – K 3764 – K 3752 – Kappelwindeck – Riegel – Waldmatt – L 83a in Hub                                                                 |
| K 3750 | (K 5315 im Ortenaukreis) – Kreisgrenze – Oberwasser – Unzhurst – L 87a – /L 86a                                                                                  |
| K 3752 | K 3749 in Bühl – Rittersbach – L 83a in Hub |
| K 3753 | L 83 in Altschweier – Bühlertal – Kreisgrenze – (K 9610 in Baden-Baden)                                                                                          |
| K 3754 | L 79 in Bermersbach – in Langenbrand |
| K 3755 | in Weisenbach – Au im Murgtal |
| K 3756 | (K 9612 in Baden-Baden) – Kreisgrenze – K 3738 in Weitenung |
| K 3757 | Rheinufer – K 3744 |
| K 3758 | – K 3731 – K 3759 – K 3733 – Greffern (Rheinseitenstraße) (– Abzweig zur L 85) – L 85 – K 3744 – … – K 3744 – Kreisgrenze (Rheindamm) – (K 5315 im Ortenaukreis) |
| K 3759 | K 3758 – L 75 |
| K 3760 | L 78b – L 78a – Iffezheim – K 3730 – L 75 – Kreisgrenze – (K 9613 in Baden-Baden)                                                                                |
| K 3761 | L 75 in Stollhofen – K 3736 – Schiftung – L 80 |
| K 3762 | L 85 in Schwarzach – K 3742 – Hildmannsfeld – K 3739 – L 76 in Moos                                                                                              |
| K 3763 | L 85 – K 3747 in Vimbuch – K 3747 – – Bühl – L 83/L 84/L 85 |
| K 3764 | L 83 in Altschweier – Bühl – K 3749 – Ottersweier – L 86a – L 83a – Kreisgrenze – (K 5308 im Ortenaukreis)                                                       |
| K 3765 | L 83a Neusatzeck als Omerskopfstr. – Unterstmatt |
| K 3766 | (K 9615 in Baden-Baden) – Kreisgrenze – Staufenberg – in Gernsbach                                                                                               |
| K 3767 | L 613 in Gaggenau – Ottenau – K 3704 – K 3705 – L 79a – in Gernsbach                                                                                             |
| K 3769 | L 77 – K 3741 – L 77 in Rastatt |